# Туморни маркери
В най-широк смисъл на понятието туморен маркер е всеки показател, чиято концентрация може да се повиши при наличие на неопластичен процес в организма. В този смисъл класически туморни маркери са, напр. скоростта на утаяване на еритроцитите (СУЕ) и лактатдехидрогеназата. Такива маркери се повишават и при възпалителни или некротични процеси - т.е. са много неспесифични за неопластично заболяване.